# Remixed & Revisited
Remixed & Revisited – minialbum Madonny, zawierający zremiksowany materiał z albumu American Life oraz niepublikowaną wcześniej piosenkę „Your Honesty”.
Minialbum został wydany na płycie CD w technologii HDCD pozwalającej uzyskać lepszy dźwięk w przystosowanych tego urządzeniach.
EP sprzedał się w nakładzie około 1 mln egzemplarzy na całym świecie. W Stanach Zjednoczonych na liście Billboardu krążek wspiął się zaledwie na 115 pozycję. Do tej pory sprzedano tam 125 000 kopii tego krążka.

## Lista utworów
| #  | Tytuł | Czas |
| -- | --- | ---- |
| 1. | "Nothing Fails (Nevins Mix)" Autor: Madonna Ciccone, Guy Sigsworth, Jemma Griffiths Producent: Madonna, Mirwais, Mark "Spike" Stent Producent remiksu: Jason Nevins | 3:40 |
| 2. | "Love Profusion (Headcleanr Rock Mix)" Autor: Madonna Ciccone, Mirwais Ahmadzaï Producent: Madonna, Mirwais Producent remiksu: Ray Carroll | 3:16 |
| 3. | "Nobody Knows Me (Mount Sims Old School Mix)" Autor: Madonna Ciccone, Mirwais Ahmadzaï Producent: Madonna, Mirwais Producent remiksu: Mount Sims | 4:44 |
| 4. | "American Life (Headcleanr Rock Mix)" Autor: Madonna Ciccone, Mirwais Ahmadzaï Producent: Madonna, Mirwais Producent remiksu: Ray Carroll | 4:01 |
| 5. | "Like a Virgin/Hollywood Medley (2003 MTV VMA Performance)" featuring Christina Aguilera, Britney Spears & Missy Elliott Autor: Tom Kelly, Billy Steinberg, Madonna Ciccone, Mirwais Ahmadzaï Producent: Nile Rodgers, Madonna, Mirwais Producent remiksu: Stuart Price                                    | 5:34 |
| 6. | "Into the Hollywood Groove (The Passengerz Mix)" featuring Missy Elliott Autor: Madonna Ciccone, Stephen Bray, Mirwais Ahmadzaï Producent: Madonna, Stephen Bray, Mirwais Producent remiksu: Soul Diggaz (Karriem Mack, Shaun Owens, Corté Ellis), The Passengerz (Sean Gill, Josh Harrison, Omar Galeano) | 3:42 |
| 7. | "Your Honesty" Autor: Madonna Ciccone, Dallas Austin Producent: Madonna, Dallas Austin | 4:07 |

## Sprzedaż
| Kraj              | Sprzedaż | Najwyższa pozycja |
| ----------------- | -------- | ----------------- |
| Brazylia          | 35 000   | -                 |
| Japonia           | 48 000   | -                 |
| Stany Zjednoczone | 125 000  | 115               |
| Wielka Brytania   | 40 000   | -                 |

## Single
Wydawnictwo nie było promowane żadnym singlem.